# Іваньшевський Врх
Іваньшевський Врх (словен. Ivanjševski Vrh) — поселення в общині Горня Радгона, Помурський регіон, Словенія. Висота над рівнем моря: 258,5 м.